# John de la Pole, 2. Duke of Suffolk
John de la Pole, 2. Duke of Suffolk KG (* 27. September 1442; † Mai 1492), war ein englischer Adliger.

Wappen des John de la Pole, 2. Duke of Suffolk

## Leben
Er war der Sohn von William de la Pole, 1. Duke of Suffolk, und Alice Chaucers, der Tochter von Thomas Chaucer. Schon in seiner Kindheit geriet John in die Rivalitäten zwischen den Häusern York und Lancaster: Sein Vater, ein Ratgeber Heinrichs VI., versuchte, seinen Sohn in eine bedeutende Lancaster-Familie einheiraten zu lassen. Am 7. Februar 1450, wenige Monate vor dem Tod seines Vaters, wurde eine Eheversprechung des Siebenjährigen mit Margaret Beaufort, die unter der Vormundschaft William de la Poles stand, vollzogen. Dieses Versprechen wurde jedoch von Heinrich VI. aufgelöst. 
Nach dem Tod seines Vaters schlug sich John offensichtlich auf die andere Seite und heiratete vor dem Februar 1458 Elizabeth of York (* 1444; † 1504), die zweite überlebende Tochter von Richard, 3. Duke of York und Cecily Neville. Durch diese Hochzeit wurde de la Pole zum Schwager zweier englischer Könige, Eduard IV. und Richard III.
Johns neue Verwandtschaft war für ihn sehr lohnend: Am 23. März 1463 stellte ihm sein Schwager Eduard IV. den Titel Duke of Suffolk wieder her, der seinem Vater 1450 aberkannt worden war. Weitere lukrative und ehrenhafte Posten folgten: De la Pole wurde wie sein Vater Kommandant der Burg in Wallingford, 1472 Knight Companion des Hosenbandordens und High Steward der Universität Oxford. 
Nach der Niederlage der Yorks 1485 scheint John de la Pole den vernünftigen Entschluss gefasst zu haben, sich aus der Politik zurückzuziehen, während seine Söhne vergeblich weiter gegen die Realität kämpften. So ließ ihm Heinrich VII. seine Titel – möglicherweise unter dem Einfluss seiner Mutter – und er starb als Duke of Suffolk im Alter von 50 Jahren und wurde in Wingfield, Suffolk, begraben.

## Familie
John de la Pole und Elizabeth von York waren die Eltern von elf namentlich bekannten Kindern:
- John de la Pole, 1. Earl of Lincoln (* 1462/1464; † 1487)
- Edmund de la Pole, 3. Duke of Suffolk (* 1472; † 1513)
- Catherine de la Pole (* 1461; † 1523) ⚭ William Stourton, 5. Baron Stourton
- Elizabeth de la Pole (* 1466; † 1489) ⚭ Henry Lovell, 8. Baron Morley
- Richard de la Pole († 24. Februar 1525), fiel in der Schlacht bei Pavia (1525)
- Humphrey de la Pole (* 1474; † 1513), Geistlicher
- Sir William de la Pole (* 1478; † 1539)
- Edward de la Pole († 1485), Archidiakon von Richmond
- Geoffrey de la Pole
- Anne de la Pole († nach 1495), Priorin von Syon
- Dorothy de la Pole

Die Söhne galten, da Richard III. nach dem Tode seines Sohnes Edward keine direkten Erben hatte, als Thronfolger des Hauses York auf den englischen Thron.